# Buddy Greco
Armando 'Buddy' Greco (Philadelphia, 14 augustus 1926 – Las Vegas, 10 januari 2017) was een Amerikaanse jazzzanger en -pianist en popzanger.

## Biografie
Greco begon al op zijn vierde piano te spelen onder het toeziend oog van zijn vader. Hij leidde in zijn tienerjaren een eigen trio en in 1948 toen hij 22 jaar was werd hij aangenomen door bandleider Benny Goodman, waar hij tot eind 1949 werkte als zanger, pianist en arrangeur. Hij werd daarna actief als zanger/pianist in nachtclubs en ging platen maken in allerlei genres: jazz, pop, maar ook country. Met verschillende singles haalde hij de Amerikaanse hitlijsten, waaronder "Ooh! Look-A There, Ain't She Pretty" (1947)(Meer dan 1 miljoen verkochte exemplaren) en "I Ran All the Way Home" (1951). Een plaatje was "The Lady is a Tramp" uit 1960, dat in Amerika veel werd verkocht en ook in Engeland succesvol was (plek 26 op de hitparade). Hij nam meer dan zestig langspeelplaten (en honderd singles) op, waarvan een aantal voor Reprise, het platenlabel van Frank Sinatra. Greco was met Sinatra bevriend en vermaakte zich ook wel in het gezelschap van de Rat Pack. Hij maakte tevens een plaat met het London Symphony Orchestra, dat hij dirigeerde. In de jaren zestig trad hij op met de Beatles voor koningin Elisabeth. In 1967 verscheen hij 14 weken lang in de televisieserie "Away We Go" en twee jaar later had hij een rol als zanger in de film "The Girl Who Knew Too Much". Eind jaren zestig speelde hij samen met de gitarist Ron Escheté, waarmee hij toerde en in enkele tv-shows optrad, zoals The Mike Douglas Show. In die tijd had hij ook een succesvol album, "Movin' On".
In 1974 trad Buddy Greco op samen met Shirley MacLaine in het Amsterdamse theater Carré.

## Las Vegas en Engeland
In het begin van de jaren negentig toerde Greco met The Salute to the Benny Goodman Band en had hij een langlopende show in Las Vegas. Hij trad (tot de sluiting in 2009) op in zijn eigen club in Cathredal City (nabij Palm Springs), waar hij vaak samenwerkte met zijn vrouw Lezlie Anders. Greco speelde veel in Engeland, waar hij lange tijd gewoond heeft in Essex. Hij werkte er in clubs, zo speelde hij met zijn vrouw in de jazzclub van Ronnie Scott. Tevens trad het tweetal op met de BBC Big Band. In 2010 bracht hij met het 40-koppige BBC Concert Orchestra voor de radio een muzikaal eerbetoon aan Frank Sinatra. In hetzelfde jaar produceerde het echtpaar een muzikale show over het leven en de muziek van Peggy Lee, een vriendin van Lezlie Anders. De show was ook te zien in Amerika. Een andere show uit die tijd was de Swinging Las Vegas Legends Show. In 2013 vierde Greco het feit, dat hij tachtig jaar in de showbusiness actief was met een concert in Southend (Sussex).

## Persoonlijk leven
Greco was vijf keer getrouwd en had zeven kinderen. Hij overleed, 90 jaar oud, in Las Vegas.

## Discografie (selectie)

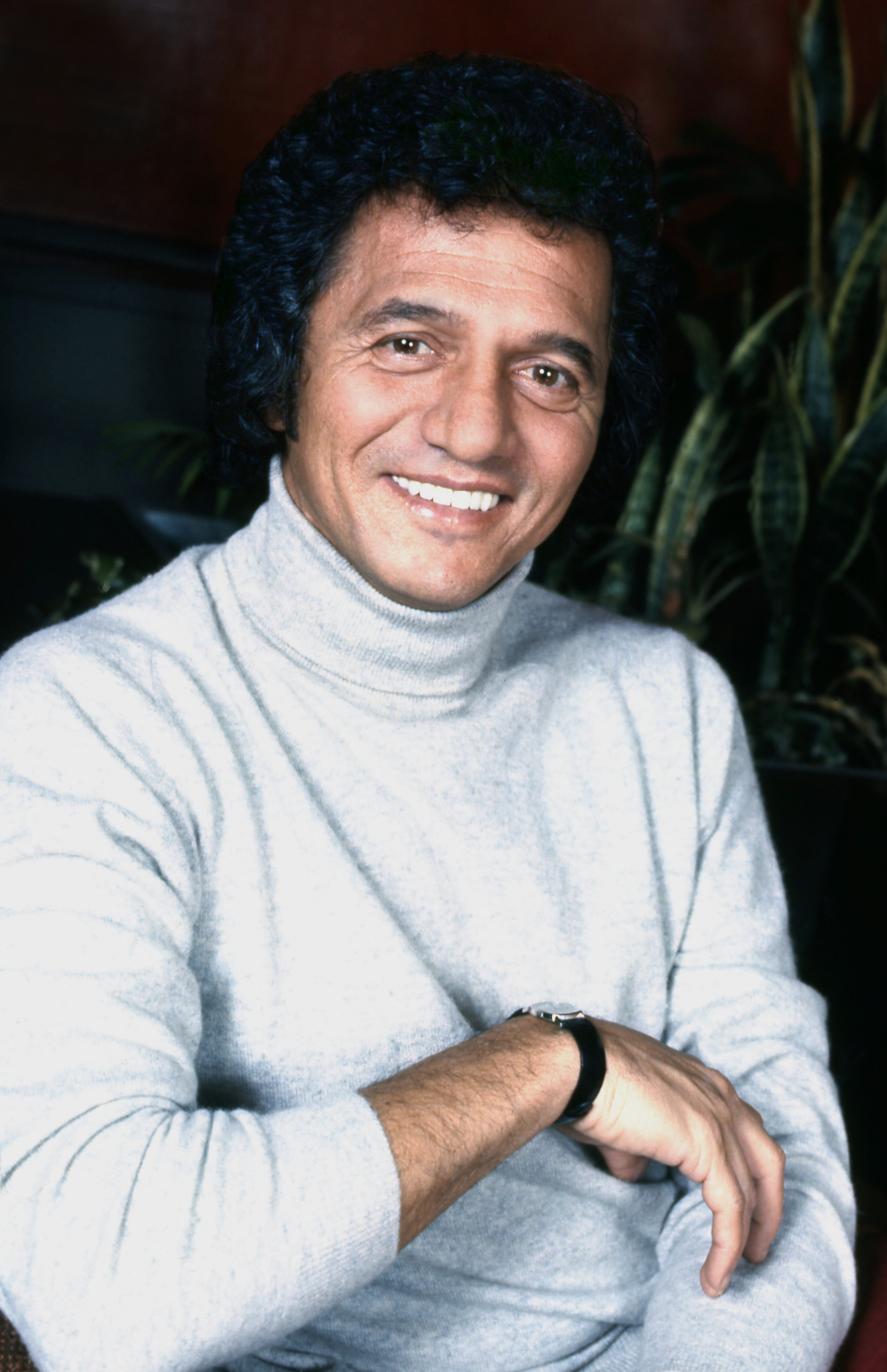
Buddy Greco (foto: Allan Warren)

- Buddy Greco at Mister Kelly's, Coral Records, 1956
- Broadway Melodies, Kapp, 1956
- My Buddy, Fontana Records, 1959
- Songs for Swinging Losers, Epic, 1961
- Back in Town, Columbia Records, 1961
- I Like It Swinging, Columbia, 1961
- Let's Love, World Record Club, 1962
- Sings for Intimate Moments (met Dave Grusin), Epic, 1963
- Buddy Greco on Stage!, Columbia, 1964
- My Last Night in Rome, Epic, 1964
- In a Brand New Bag, Reprise, 1966